# 류근찬
류근찬(柳根粲, 1949년 2월 27일~2025년 2월 26일)은 대한민국의 언론인 출신 정치인이다. 제17·18대 국회의원을 지냈다.
1975년 서울중앙방송(지금의 KBS 한국방송공사)에 입사한 그는 KBS 뉴스 9와 KBS 뉴스광장 앵커로 활동하였으며, 2002년 3월 KBS를 퇴사한 후 2004년 5월 자유민주연합으로 제17대 국회의원을 지내고, 2008년 5월 자유선진당으로 제18대 국회의원을 지냈다.
18대 대선 기간 중에 자유선진당이 새누리당에 흡수통합되자 이에 반발하여 민주통합당에 입당하였다가 2013년에 탈당하여 안철수 신당 창당위원회에 참여하였다가 2015년에 창당한 신민당에 입당하였으며 그 후 국민의당 상임고문 겸 당무위원 등을 지냈다.

## 학력
- 주포국민학교 졸업
- 보령중학교 졸업
- 성동고등학교 졸업
- 서울대학교 인문대학 독일어교육학과 학사(1968~1975)

## 경력
- KBS 사회부 차장
- KBS 정치부 차장
- KBS 워싱턴 특파원
- KBS 런던 특파원
- KBS 국제부장
- KBS 보도국장
- KBS 보도본부장
- 자유민주연합 총재 특별보좌관
- 자유민주연합 당무위원 겸 대변인
- 자유민주연합 상임집행위원
- 자유민주연합 정책위원회 위원장
- 국민중심당 창당준비위원회 홍보위원장
- 국민중심당 창당준비위원회 조직위원장
- 국민중심당 당무위원 겸 대변인
- 국민중심당 충청남도당 위원장
- 국민중심당 당무위원 겸 정책위원장
- 자유선진당 당무위원 겸 정책위원장
- 자유선진당 원내대표
- 자유선진당 미래혁신특별위원회 위원
- 자유선진당 당무위원 겸 최고위원
- 민주당 당무위원 겸 최고위원
- 새정치연합 상임고문 겸 당무위원
- 새정치민주연합 당무위원 겸 충청남도당 공동위원장
- 신민당 당무위원 겸 최고위원
- 한국언론인협회 이사
- 국민회의 당무위원 겸 최고위원
- 국민의당 당무위원 겸 최고위원
- 국민의당 고문 겸 최고위원
- 바른미래당 고문 겸 당무위원
- 민생당 상임고문 겸 대표최고상임위원
- 통일한국당 상임고문 겸 당무위원
- 사단법인 한국언론인협회 부회장
- 사단법인 한국언론인협회 이사

## 상훈
- 1997년 한국방송협회 제24회 한국방송대상 앵커상
- 1998년 한국복장기술경영협회 올해의 베스트드레서(사회분야) 선정
- 1998년 제10회 중앙언론문화상 방송부문 수상

## 뉴스 프로그램
- KBS 뉴스 9 앵커
- KBS 뉴스광장 앵커

## 역대 선거 결과
|  | 39.35% |

|  | 52.14% |

|  | 27.67% |

## 소속 정당
| 소속 정당 | 소속 정당      | 소속 기간 | 비고           |
| --------- | -------------- | --------- | -------------- |
|           | 자유민주연합   | 2003~2005 | 정계 입문      |
|           | 무소속         | 2005~2006 | 탈당           |
|           | 국민중심당     | 2006~2008 | 창당           |
|           | 무소속         | 2008      | 탈당           |
|           | 자유선진당     | 2008~2012 | 창당           |
|           | 선진통일당     | 2012      | 당명 변경      |
|           | 무소속         | 2012      | 탈당           |
|           | 민주통합당     | 2012~2013 | 입당           |
|           | 민주당         | 2013~2014 | 당명 변경      |
|           | 무소속         | 2014      | 탈당           |
|           | 새정치연합     | 2014      | 창당준비위원회 |
|           | 새정치민주연합 | 2014~2015 | 창당           |
|           | 무소속         | 2015      | 탈당           |
|           | 신민당         | 2015      | 창당준비위원회 |
|           | 무소속         | 2015~2016 | 탈당           |
|           | 국민회의       | 2016      | 창당준비위원회 |
|           | 무소속         | 2016      | 탈당           |
|           | 국민행복당     | 2016      | 입당           |
|           | 친반국민대통합 | 2016      | 당명 변경      |
|           | 무소속         | 2016      | 탈당           |
|           | 국민의당       | 2016~2018 | 입당           |
|           | 바른미래당     | 2018~2020 | 합당           |
|           | 민생당         | 2020~2021 | 합당           |
|           | 무소속         | 2021      | 탈당           |
|           | 통일한국당     | 2021~2025 | 창당 사망      |

## 같이 보기
- 보령시·서천군
- 보령시의 국회의원
- 서천군의 국회의원